# 德国天主教
德国的天主教会（德語：Katholische Kirche in Deutschland），或称德国的罗马天主教会（德語：Römisch-katholische Kirche in Deutschland），是全球天主教会的一部分，与教宗共融，接受罗马教廷及德国主教的協助。现任主教团“发言人”（即主席）为林堡教区主教格奥尔格·贝青（Georg Bätzing）。德国全境划分为27个教区，其中7个为总教区。
尽管德国社会对教会的反感日益增长，截至2022年12月，仍有28.5%（即2390万人）的人口为天主教徒。 1990年德国统一前，原东德（德意志民主共和国）尚未并入联邦德国时，天主教徒约占西德人口的42%。 德国的宗教人口统计较为透明，因为法律规定，所有基督教纳税人必须申报其宗教信仰，以便国家征收教会税并转交给其所属的教会团体。
除人口影响外，德国天主教会还拥有悠久的宗教与文化传统，追溯至被誉为“德国使徒”的圣博尼法爵，他是首任美因茨大主教，葬于富尔达；以及葬于亚琛主教座堂的卡尔大帝。
著名的宗教遗址从加洛林建筑时期至现代建筑风格皆有，简略列举包括：奎德林堡修道院、玛利亚·拉赫修道院、爱尔福特主教座堂、埃伯巴赫修道院、洛尔施修道院（其“门厅”残存，为德国最古老的建筑之一）、赖谢瑙修道院、毛尔布龙修道院、魏因加滕修道院、班茨修道院及其对面山上的十四救难圣人圣殿、维斯教堂、埃塔尔修道院、菲尔斯滕费尔德修道院、慕尼黑圣心堂、旧厄廷圣母朝圣地等。上阿默高则以每10年一度上演的受难剧而闻名。
德国天主教会亦拥有全国最具代表性的地标建筑之一——科隆主教座堂。
其他重要的天主教主教座堂包括：亚琛主教座堂（查理大帝之宝座与陵墓所在）、奥格斯堡主教座堂、班贝格主教座堂、柏林（圣黑德维希座堂，设有贝尔纳德·利希滕贝格墓穴）、德累斯顿宮廷主教座堂、希尔德斯海姆主教座堂（原始罗曼式风格）、法兰克福主教座堂（旧神圣罗马帝国皇帝加冕教堂，取代亚琛）、弗赖堡主教座堂、弗赖辛主教座堂、富尔达主教座堂、林堡主教座堂（曾印于旧版500马克纸币背面）、美因茨（圣马丁主教座堂，除拉特朗大殿和耶路撒冷圣墓教堂外唯一被称为圣座的教堂）、慕尼黑（慕尼黑圣母主教座堂，以洋葱顶与巨大屋顶著称）、明斯特主教座堂、帕德博恩主教座堂、帕绍圣斯德望主教座堂、雷根斯堡主教座堂、施派尔主教座堂（具有莱茵风格的帝国主教座堂）及特里尔主教座堂（德国现存最古老的教堂）。
德国境内共约有24,500座教堂建筑，包括众多额外的宗教地标：修道院、圣殿、朝圣教堂、小教堂，以及已改用途的旧主教座堂，建筑形式与风格多样，从罗曼式到后现代应有尽有。许多建筑被列入世界遗产名录。

## 教区
目前，天主教在德国拥有7个总教区和20个主教区，列表如下：
- 天主教班贝格总教区
  - 天主教艾希施泰特教区
  - 天主教施派尔教区
  - 天主教维尔茨堡教区
- 天主教柏林总教区
  - 天主教德累斯顿-梅森教区
  - 天主教格尔利茨教区
- 天主教弗赖堡总教区
  - 天主教美因茨教区
  - 天主教罗滕堡-斯图加特教区
- 天主教汉堡总教区
  - 天主教希尔德斯海姆教区
  - 天主教奥斯纳布吕克教区
- 天主教科隆总教区
  - 天主教亚琛教区
  - 天主教埃森教区
  - 天主教林堡教区
  - 天主教明斯特教区
  - 天主教特里尔教区
- 天主教慕尼黑-弗赖辛总教区
  - 天主教奥格斯堡教区
  - 天主教帕绍教区
  - 天主教雷根斯堡教区
- 天主教帕德伯恩总教区
  - 天主教愛爾福特教區
  - 天主教富尔达教区
  - 天主教马格德堡教区

## 现状

2012年12月德国各教省的天主教徒分布图

截至2022年12月，德国总人口中有28.5%为天主教徒（2,390万人）。在德国所有的联邦州中，仅有萨尔州一地的天主教徒为绝对多数；此外，天主教也是巴伐利亚、莱茵兰-普法尔茨、北莱茵-威斯特法伦和巴登-符腾堡的最大宗教群体。
德国国家同时支持天主教与新教教会；政府代为征收教会税，并在学校设有宗教课程，由教会认可的教师授课。教会税以“工资自动扣除”的方式从所有已登记的教会成员中征收，无论其是否、以及多久参加一次弥撒。
德国当代天主教会面临诸多挑战：
- 传统上，各地存在天主教或新教为主的地区；但现代社会人口流动日益频繁，导致信仰人口混合。不同教派通婚的夫妇常面临无法共同领受圣体的问题。[7] 随着世俗化进程持续推进，大多数联邦州不再拥有天主教或新教的绝对多数（除前述少数几个天主教多数州外，德国没有任何州为新教绝对多数）。[8]
- 现代社会正在改变传统结构。即使在传统天主教地区如巴伐利亚，纯天主教环境也逐渐解体，例如慕尼黑总教区（包括慕尼黑市及上巴伐利亚大部分地区）在2010年失去了天主教多数地位。[9]
- 参与主日弥撒的信徒比例持续下降（1990年为22%，2009年降至13%）。[10][11]

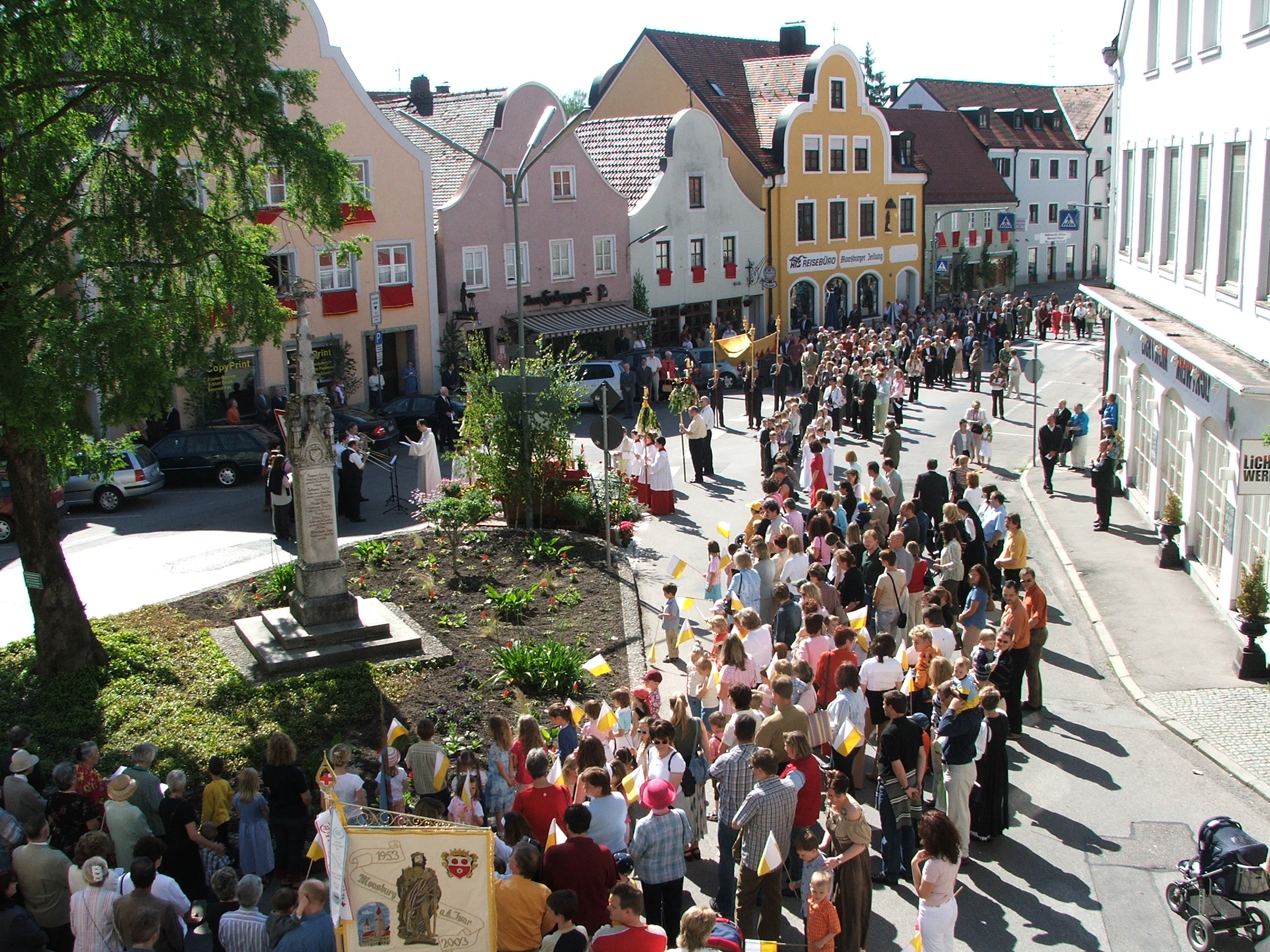
2005年巴伐利亚莫斯堡的圣体圣血节游行

教会面临的最大挑战之一是如何留住登记在册、纳税的成员（无论其是否参与弥撒），以维持堂区与教会机构的资金，尤其是国际救援组织如Adveniat。 然而德国天主教徒对于强制教会税意见分歧。根据该制度，国家从教会成员的个人所得税中代扣8%至9%作为教会税（适用于天主教与新教）。这一制度虽为教会带来准确的成员统计与收入（2008年净收入达56亿欧元），使德国天主教会成为全球最富有的教会之一。
根据柏林与明斯特大学的民调，70%的德国天主教徒支持为同性伴侣祝福，80%接受未婚同居，85%认为神父应被允许结婚。 70%的天主教徒支持同性婚姻，93%认为社会应接受同性恋。
根据位于爱尔福特的INSA民调机构，一项调查显示三分之一的德国天主教徒考虑退出教会。年长者退出的主因是#儿童性侵案件，年轻人则主要因不愿缴纳教会税。
根据德国主教团发布的数据，2022年共有522,821人退出教会。

### “特巴茨效应”

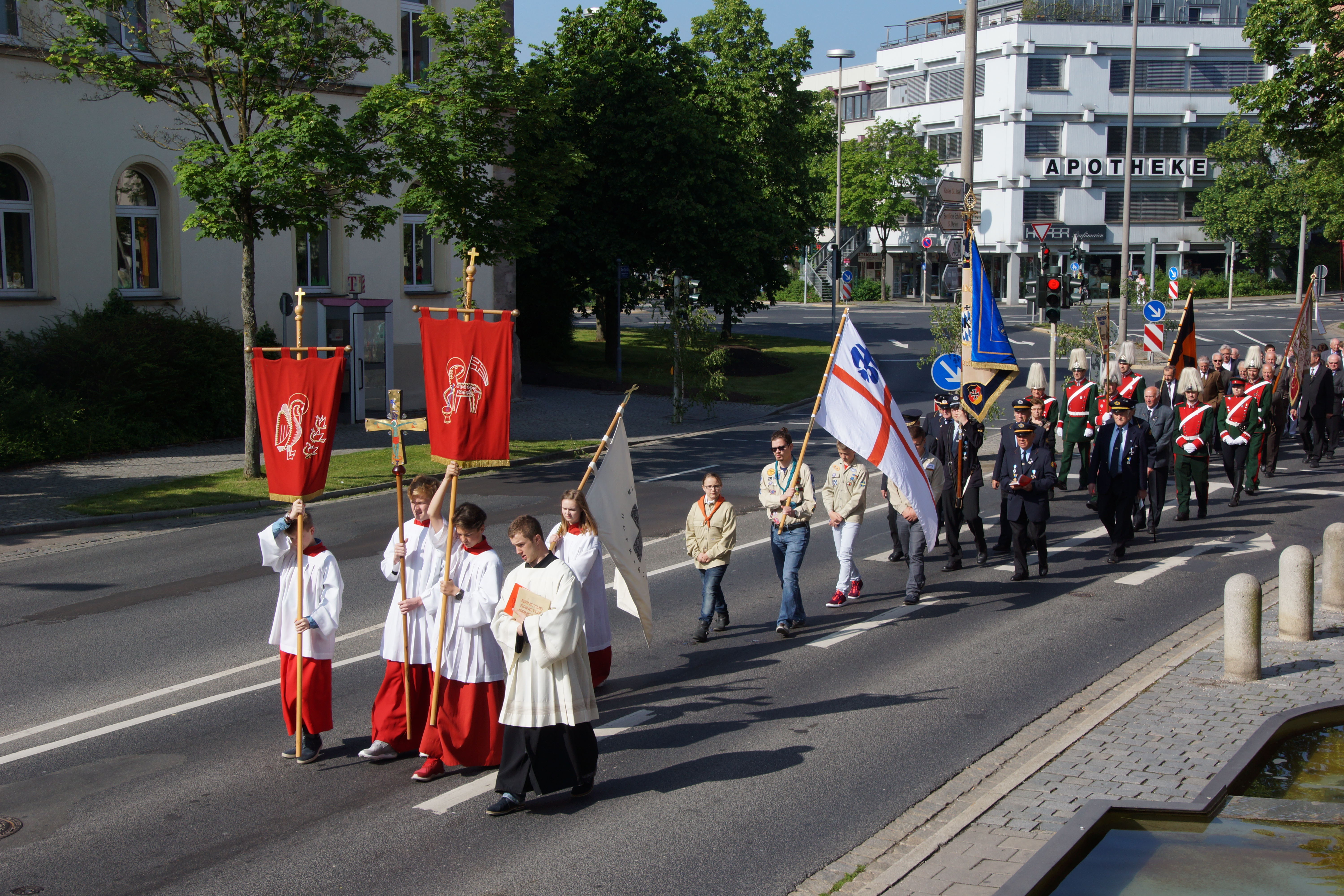
2016年在上普法尔茨地区诺伊马克特的圣体圣血节游行

2013年底，德国因教会财政丑闻引发大批信徒退出，媒体称之为“特巴茨效应”。调查指林堡主教弗朗茨-彼得·特巴茨-范·埃尔斯特多年滥用教会资金。他被戏称为“奢华主教”，因其宣扬贫穷却奢靡生活而引发公愤。
特巴茨曾以每次约7,000欧元的价格搭乘头等舱前往印度从事人道任务。 他与副主教弗朗茨·卡斯帕均加入德国汉莎航空高端常旅客计划。其修建主教官邸“圣尼各老中心”花费达3,100万欧元。 工程计划曾对建筑管理部门保密，甚至传言其包含桑拿、酒窖与宝石装饰，建筑也被戏称为“林堡的克尔白”，因其立方结构及色调与麦加圣殿相似。尽管该教区财政紧张，日常运营及儿童服务都难以维持，依旧投入巨资建造主教府。
此事件不仅令天主教徒失望，也影响新教信徒。科隆地区新教教会出席人数减少80%，共计有228人退教。 巴伐利亚地区2013年10月有1250人退教，较9月的602人增长逾一倍。德国全国各地如不来梅、奥斯纳布吕克、帕德博恩、帕绍、雷根斯堡等城市，天主教徒退教人数均增加三倍。

### 主教会议改革路径与批评
自2019年12月1日起，德国天主教会发起名为“主教会议改革路径”（Synodaler Weg）的会议，探讨以下议题：
- 教会中的权力与权力分离——共同行使使命
- 性与伴侣关系中的生活方式
- 当代神父身份
- 妇女在教会职务中的角色

世界各地主教纷纷对此表示关切。2022年2月，波兰主教团致函教宗方济各，称德国主教“并非总以福音为基础进行反思”。 同年3月，斯堪的纳维亚主教表示担忧德国主教可能“向时代精神妥协”。 2022年4月，来自世界各地的70多位主教联合签署信函，批评德国主教“以世界观点而非圣经启示与教会传统的眼光”来看待问题。
2022年11月24日，梵蒂冈发布两位枢机的批评意见。主教部会部长马尔克·韦莱特枢机在肯定德国严肃处理性侵问题的同时指出，该议题“被用来推动无关的主张”，反映出“向文化与媒体压力妥协”。他批评主教团议题系“少数神学家议程”，并“公然违反历任教宗自第二次梵蒂冈大公会议以来的训导”。
信理部部长路易斯·拉达里亚枢机警告称，此改革将“教会的奥秘简化为权力机构”，而这将“损害第二次梵蒂冈大公会议最大成就之一”——即“关于主教使命与地方教会角色的清晰教义”。

### 性侵醜聞
德國天主教會於2018年9月25日發表報告，承認在1946年至2014年間，有接近3700人在天主教會被性侵犯，當中包括很多幼童，另外至少有1670名神職人員涉案。德國主教團主席、馬克斯樞機就事件向受害者致歉，強調性侵者必須受到法律制裁。
主教團調查報告指出，逾半受害人事發時只有13歲，甚至更年幼；大部分受害人是男童。
證據顯示，部分性侵案紀錄遭破壞，因此有理由相信報告提及的個案只屬冰山一角，還有很多相關的性罪行未被揭發。
受害人批評天主教官方的報告沒有提到涉案神職人員將會受到怎樣的懲處，要求增設獨立機構全面審查事件。

## 德国籍教宗

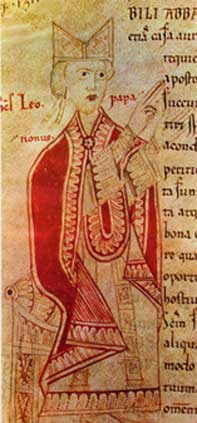
教宗良九世是七位德国籍教宗之一

历史上共有7位教宗来自德国。来自卡林西亚的布鲁诺（Brun(o) von Kärnten），即在位于996年至999年的教宗额我略五世，被认为是首位德国籍教宗。11世纪共有5位德国籍教宗，其中包括被封圣的良九世。最近的一位德国籍教宗是教宗本笃十六世，俗名为若瑟·拉青格（Joseph Cardinal Ratzinger），他来自德国天主教徒集中的巴伐利亚州。其任期自2005年开始，至2013年退休。